# 우리들의 밤
《우리들의 밤 최다희입니다》는 대한민국 부산광역시·경상남도 민영방송사 KNN의 라디오 KNN 러브FM(부산 FM 105.7MHz, 양산 FM 88.5MHz, 기장/정관 FM 89.3MHz, 창원/김해/거제 FM 90.9MHz, 진주 FM 98.7MHz)에서 방송되었던 라디오 프로그램이다. 2018년 3월 25일 자로 2년만에 폐지되었다. 하루의 끝이기도 하지만, 하루의 시작인 자정을 즐겁게 만드는 것이다.

## 방송되는 코너

### 매일 코너
- 우밤 탐색트레일러
- 우밤 보일러 뉴스
- 우피담의 투데이뮤직
- 오늘의 날씨

### 요일 코너 (0시기준)
- 월요일 : 시곗바늘 돌리는 밤
- 화요일 : 글과 음악사이
- 수요일 : 장현정의 오춘기대폭발
- 목요일 : 웹툰지기와 우밤지기의 공동창작구역 작가의 본능
- 금요일 : 다희씨네 필름상자
- 토요일 : 박지영의 여행길위로, 우밤토요심야카페 당당한 다방커피
- 일요일 : 우피담의 월드뮤직, 다디의 주크박스